# 安克里奇島
安克里奇島，是南極洲的島嶼，位於伊利沙伯女皇地，長約1公里、寬0.5公里，根據挪威探險隊拍攝的空中照片繪入地圖，現時由南極條約體系管理。
68°33′46″S 77°55′54″E / 68.56278°S 77.93167°E